# Сюзьва (нижний приток Камы)
Сюзьва — река в России, протекает по Пермскому краю. Впадает в Сюзьвинский залив Воткинского водохранилища на Каме. Длина реки составляет 56 км, площадь водосборного бассейна — 489 км².

## Течение
Исток реки на Верхнекамской возвышенности южнее села Богоявленск. Исток реки находится на водоразделе с бассейном Обвы. Исток и первые километры течения находятся в Карагайском районе, затем река течёт по Нытвенскому району, а нижнее течение расположено в Краснокамском районе.
Генеральное направление течения — юго-восток. Долина реки сравнительно плотно заселена, крупнейшие населённые пункты на реке: посёлки Майский и посёлок станции Чайковская; сёла Григорьевское, Покровское и Усть-Сыны; деревни Постаноги, Фиминята и Еранино. В селе Григорьевское на реке плотина и запруда.
Река впадает в Сюзьвинский залив Воткинского водохранилища у деревень Верхнее и Нижнее Гуляево. Высота устья — 87,5 м над уровнем моря.

## Притоки
По порядку от устья:
- Поломка (пр)
- Чёрная (лв)
- Сын (лв)
- Пая (лв)
- Изнорка (пр)
- Урва (лв)
- Сылвица (лв)
- Идес (пр)

## Данные водного реестра
По данным государственного водного реестра России, относится к Камскому бассейновому округу, водохозяйственный участок реки — Кама от Камского гидроузла до Воткинского гидроузла, речной подбассейн реки — бассейны притоков Камы до впадения Белой. Речной бассейн реки — Кама.
Код объекта в государственном водном реестре — 10010101012111100014110.